# Kirkelig Kulturverksted
Kirkelig Kulturverksted är ett norskt skivbolag som etablerades av Erik Hillestad 1974.
Efter ekonomiska problem övertog Aschehoug nya ägare 1987. Förlaget hade 2005 släppt totalt över 275 skivor inom folkmusik, religiös musik, jazz och pop. Kulturkirken Jakob i Oslo stängdes på grund av renoveringsbehov som församlingskyrka 1985, men öppnades igen 2000 som kulturkyrka under ledning av Kirkelig Kulturverksted.

## Artister
- Arild Andersen
- Kjetil Bjerkestrand
- Kari Bremnes
- Erik Bye
- Carola Häggkvist
- Sigvart Dagsland
- Arne Domnérus
- Morten Harket
- Karoline Krüger
- Lill Lindfors
- Reiersrud
- Maria Solheim
- Silje Vige